# Агосто, Бенджамин
Бенджамин Алехандро Агосто (англ. Benjamin Alexandro Agosto, род. 15 января 1982 года в Чикаго, Иллинойс, США) — американский фигурист выступавший в танцах на льду в паре с Танит Белбин. С ней Агосто серебряный призёр Зимних Олимпийских игр 2006 года в Турине, победитель чемпионата мира среди юниоров 2002 года, серебряный призёр чемпионата мира 2005 года, двукратный бронзовый призёр чемпионата мира (2006 и 2007 год) и трёхкратный победитель Чемпионата четырёх континентов (2004, 2005, 2006 год.). Завершил любительскую спортивную карьеру в 2010 году.

## Карьера
Бенджамин Агосто начал кататься на коньках в шесть лет, после получения пары коньков в подарок на День рождения. Первым тренером его была Сьюзи Винн. Катался Бенжамин с Кэйти Хилл, в том числе и на международном юниорском уровне. Когда эта пара в 1998 году распалась, Агосто, переехал из Чикаго в Мичиган, чтобы обучаться у Игоря Шпильбанда, который поставил его в пару с новой партнершей — Танит Белбин.
В свой первый же совместный сезон 1999—2000 года Белбин и Агосто становятся бронзовыми призёрами чемпионата мира среди юниоров. На следующий год они завоевали серебряные медали.
Белбин и Агосто прошли квалификацию для участия в Олимпийских играх 2002 года, став вторыми на чемпионате США, но не смогли принять в них участие потому что у Танит не было американского гражданства. По закону о гражданстве США Танит Белбин не могла получить его раньше 2007 года и таким образом пара не могла участвовать и в Олимпиаде 2006 года. Болельщики пары написали обращение в конгресс с просьбой предоставить Танит гражданство, потому что вероятность получения этой парой медали для команды США была очень велика. В соответствии со специальным постановлением конгресса 28 декабря 2005 года, которое Президент Джордж Буш подписал 31 декабря 2005 года, Танит Белбин стала гражданкой США.
Танит и Бенжамин на Олимпиаде в Турине заняли второе место. На тот момент, это был самый высокий результат для американских танцоров на Олимпийских играх (на следующей Олимпиаде 2010, танцевальный дуэт Мэрил Дэвис и Чарли Уайт также завоевали серебро) и первая Олимпийская медаль для США в танцах на льду за 30 лет.
После неудачи на чемпионате мира 2008 года (4 место) Белбин и Агосто приняли решение прекратить почти десятилетнее сотрудничество с Игорем Шпильбандом и Мариной Зуевой и перешли тренироваться в группу Натальи Линичук и Геннадия Карпоносова.
В сезоне 2008—2009, Танит и Бен завоевали две серебряных медали этапов Гран-при «Skate America» и «Cup of China», отобрались в финал, где вынуждены были сняться с соревнований из-за травмы спины Агосто. Позже, из-за этой же травмы пара была вынуждена отказаться от участия в чемпионате США. Тем не менее, вошли в сборную страны на чемпионат мира и заняли там 2-е место, проиграв россиянам Оксане Домниной и Максиму Шабалину чуть больше балла.
Сезон 2009—2010 дуэт начал с побед на этапах Гран-при, однако из-за проблем со здоровьем у Танит, от участия в финале они отказались. Они проиграли национальный чемпионат 2010 года более молодым Мэрил Дэвис и Чарли Уайту, а на Олимпийских играх в Ванкувере смогли занять только четвёртое место. В последовавшем за Играми чемпионате мира Бельбин и Агосто участия не приняли, а отправились на гастроли по США с шоу Smucker's Stars. По окончании гастрольного тура объявили о завершении любительской спортивной карьеры.

## Личная жизнь
Бенджамин Агосто еврей со стороны матери и пуэрториканец со стороны отца. Агосто играл в джазовом оркестре средней школы и надеется, когда-нибудь, стать исполнителем блюза. Он также работает как актёр дубляжа и озвучивал персонажей в видеоиграх. Кроме того, Агосто работает как катающийся на коньках тренер. Бенджамин Агосто живёт и обучается в Кантоне, Мичиган.

## Спортивные достижения

### после 2006 года
| Соревнования                  | 2006—2007 | 2007—2008 | 2008—2009 | 2009—2010 |
| ----------------------------- | --------- | --------- | --------- | --------- |
| Зимние Олимпийские игры       |           |           |           | 4         |
| Чемпионаты мира               | 3         | 4         | 2         |           |
| Чемпионат Четырех континентов | 2         |           |           |           |
| Чемпионаты США                | 1         | 1         |           | 2         |
| Финалы Гран-при               |           | 2         | WD        |           |
| Этапы Гран-При: Skate America |           | 1         | 2         | 1         |
| Этапы Гран-При: Cup of China  | 2         | 1         | 2         | 1         |
| Этапы Гран-При: Cup of Russia | 1         |           |           |           |
| Командные чемпионаты мира     |           |           | 1/1*      |           |

- * — место в личном зачете/командное место

### до 2006 года
| Соревнования                  | 1999—2000 | 2000—2001 | 2001—2002 | 2002—2003 | 2003—2004 | 2004—2005 | 2005—2006 |
| ----------------------------- | --------- | --------- | --------- | --------- | --------- | --------- | --------- |
| Зимние Олимпийские игры       |           |           |           |           |           |           | 2         |
| Чемпионаты мира               |           | 17        | 13        | 7         | 5         | 2         | 3         |
| Чемпионат Четырех континентов |           |           | 2         | 2         | 1         | 1         | 1         |
| Чемпионаты мира среди юниоров | 3         | 2         | 1         |           |           |           |           |
| Чемпионаты США                | 1 J.      | 2         | 2         | 2         | 1         | 1         | 1         |
| Финалы Гран-При               |           |           |           |           | 3         | 2         |           |
| Этапы Гран-При: Skate America |           |           | 5         | 3         | 1         | 1         | 1         |
| Этапы Гран-При: Cup of China  |           |           |           |           |           | 1         |           |
| Trophee Lalique               |           |           | 6         | 3         | 4         |           |           |
| Этапы Гран-При: Cup of Russia |           |           |           |           | 2         |           |           |
| Nebelhorn Trophy              |           |           |           |           |           |           | 1         |
| Игры доброй воли              |           |           | 5         |           |           |           |           |